# Francis Hopkinson
Francis Hopkinson (ur. 21 września 1737 w Filadelfii (Pensylwania), zm. 9 maja 1791 tamże) – amerykański polityk, delegat Kongresu Kontynentalnego ze stanu New Jersey, sygnatariusz Deklaracji Niepodległości Stanów Zjednoczonych.

## Życiorys
Francis Hopkinson, amerykański pisarz, sędzia sądu federalnego w Pensylwanii; odegrał kluczową rolę w projektowaniu pierwszej amerykańskiej flagi; urodził się w Filadelfii w stanie Pensylwania; został absolwentem Uniwersytetu Pensylwanii w Filadelfii w 1757 r.;  ukończył prawo, został przyjęty do palestry w  i rozpoczęła praktykę w Filadelfii w 1761 r.; był pierwszym rodzimym amerykańskim kompozytorem świeckich piosenek; wybrany 18 listopada 1776 do służby w zarządzie marynarki Wojennej w Filadelfii; sędzia Sądu Admiralicji Pensylwanii w 1779 r., ponownie wybrany w 1780 i 1787 r.; członek konwencji konstytucyjnej w 1787 r., która ratyfikowała Konstytucję Stanów Zjednoczonych; sędzia Sądu Okręgowego Stanów Zjednoczonych dla Wschodniego Okręgu Pensylwania 1789/91; zmarł w Filadelfii, w stanie Pensylwania.